# 159 a.C.

## Eventos
- Cneu Cornélio Dolabela e Marco Fúlvio Nobilior, cônsules romanos.

## Mortes
- Terêncio